# Atlanersa

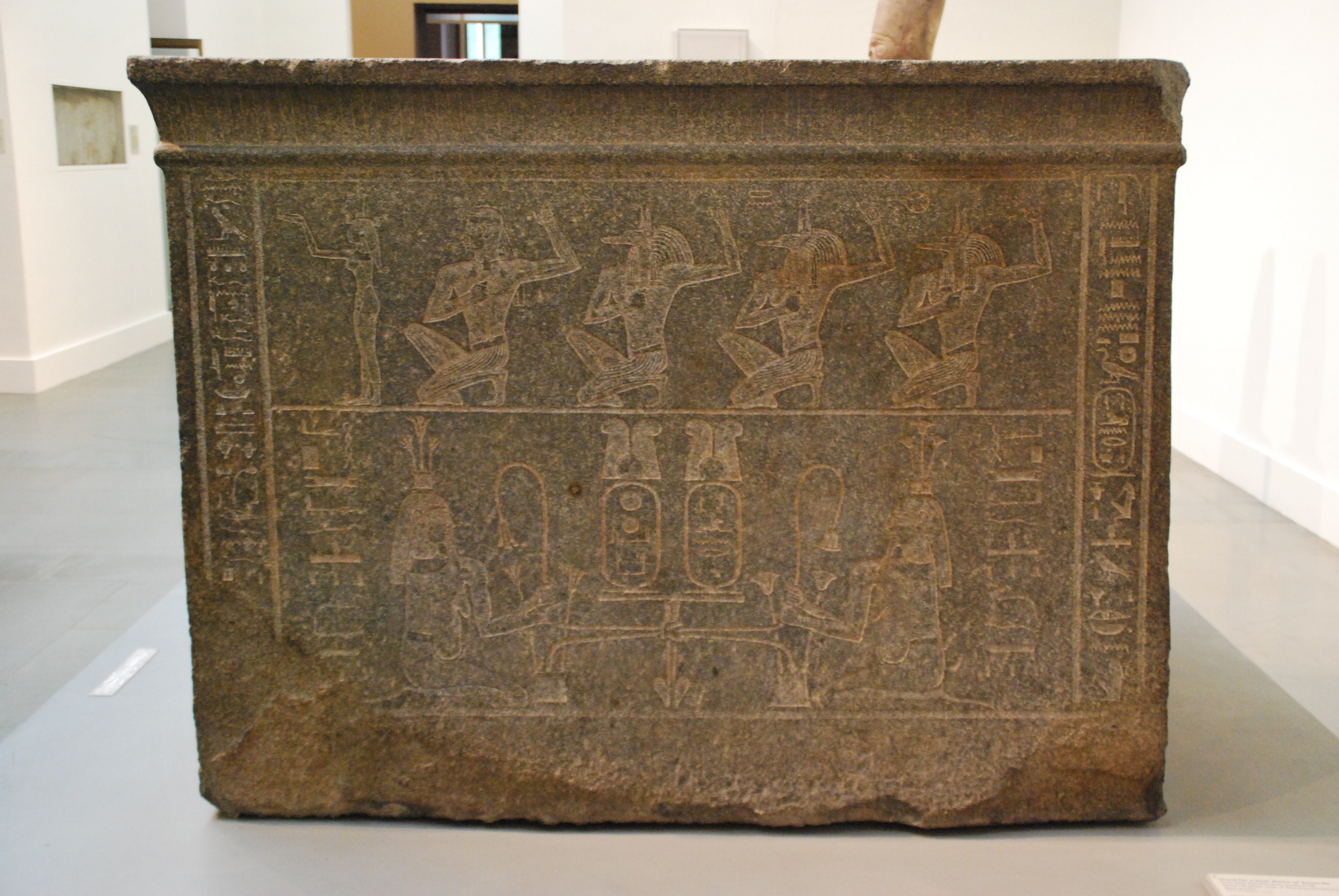
Bệ thờ của Atlanersa tại ngôi đền B 700

Khukare Atlanersa là một vị vua người Nubia cai trị vào khoảng năm 653 - 643 TCN. Vào cuối thời trị vì của Tantamani, Psamtik I chiếm được Thebes, buộc Tantamani phải quay về quê hương. Vì thế các vua Nubia sau đó chỉ nắm quyền kiểm soát trên lãnh thổ của họ.
Tuy không phải là một pharaon nhưng ông vẫn sử dụng các danh hiệu của một pharaon chính thức.

## Tiểu sử
Atlanersa là một hậu duệ của Vương triều thứ 25. Không rõ ông là con của Taharqa hay Tantamani, nhưng một phần tên của mẹ ông được đọc là [..]salka. Một số bà vợ của Atlanersa:
- Yeturow, Khalese và Peltasen (?), ba công chúa con vua Taharqa[1][3].
- Malotaral (?), mẹ của vua kế nhiệm Senkamanisken[1][4].
- Taba[...] (?), được biết tại Gebel Barkal[5].

Vua Senkamanisken lấy một người chị em gái của ông làm vợ, là Nasalsa. Nếu vậy, Nasalsa có thể là con gái của Atlanersa.

## Công trình
Atlanersa được chứng thực nhiều tại Gebel Barkal. Tại đây, người ta tìm được một bệ thờ bằng đá granite xám có khắc tên của nhà vua. Atlanersa cũng đã cho dựng một cột tháp tại Dongola, do tàn tích của tháp có ghi tên ông. Ngoài ra, ông cũng cho dựng ngôi đền B700 tại Gebel Barkal, sau đó được hoàn thành dưới thời vua Senkamanisken. Tại đền B700, người ta cũng tìm được một bức tượng của nhà vua.
Atlanersa được chôn cất tại kim tự tháp Nu.20, Nuri.